# بواژیوو
بواژیوو (به لهستانی:  Błażejów) یک روستا در لهستان است که در گمینا لوباوکا واقع شده‌است.